# Dialog Palinura z Karonem
Dialog Palinura z Karonem – utwór poetycki w języku polskim z początku XVI wieku przypisywany Biernatowi z Lublina.
Dialog jest swobodnym przekładem czeskiego utworu Rozmluwanij Charona s Palinurem… Mikuláša Konáča z 1507, a ten z kolei oparty był na dziele prozatorskim przypisywanym w XV wieku Lukianowi z Samosat. Zachowały się obszerne fragmenty Dialogu, pisane prawie regularnym ośmiozgłoskowcem z rymami AABB, charakterystycznym dla Biernata. Utwór powstał po 1507, zaś najstarsze znane wydanie pochodzi z lat 1536-1542 z drukarni Hieronima Wietora.
Utwór przedstawia rozmowę w zaświatach między duszą Palinura, sternika okrętu Eneasza, a Charonem (Karonem). Palinur narzeka na swój skromny i niebezpieczny żywot ziemski, zazdroszcząc ludziom bogatym. Jednak Charon udowadnia, że szczęście zamożnych jest pozorne – obawiają się nieustannie o swoje mienie, boją zdrady i utraty życia, ich żony są niewiernie, nie mają komu zaufać, poddani ich nienawidzą. Podobnie jest w zaświatach. Charon woli swój skromny los niż burzliwe życie bogów. Palinur pod wpływem Charona zmienia swoje początkowe zapatrywania.